# صهبا مطلبی
صهبا مطلّبی نوازندهٔ ایرانی-آمریکایی، برندهٔ جایزهٔ گرَمی، و از استادان برجستهٔ تار و سه‌تار است. او به‌عنوان یکی از چهره‌های پیشرو در موسیقی کلاسیک ایرانی شناخته می‌شود؛ هنرمندی نوآور، آموزگاری الهام‌بخش، و نماینده‌ای جهانی برای موسیقی سنتی ایران. وی به‌عنوان سولیست ارکستر ملی ایران فعالیت داشته و در این قالب با محمدرضا شجریان نیز همکاری کرده‌است. صهبا در شصت و پنجمین مراسم جایزه گرمی، همراه با گروه الجا، موفق به دریافت جایزهٔ بهترین آلبوم موسیقی جاز لاتین شد. به‌عنوان معلمی متعهد، صهبا بیش از هزار ویدئوی آموزشی رایگان در زمینهٔ نوازندگی تار و سه‌تار و تحلیل موسیقی سنتی ایرانی، از طریق یوتیوب و کانال شخصی‌اش با نام SahbaMusic در اختیار هنرجویان سراسر جهان قرار داده‌است.

## زندگی
صهبا مطلّبی متولد سال ۱۳۵۷ در تهران است. تسلط خیره‌کنندهٔ او بر ساز تار و آفرینش آثاری زیبا، منحصربه‌فرد و تأثیرگذار، او را به یکی از چهره‌های جهانی موسیقی بدل کرده است. صهبا تنها زن موسیقی‌دان ایرانی است که تابوی مردانه‌ای را که قرن‌ها بر موسیقی ایرانی سایه افکنده بود، شکسته و عنوان «استاد» را از آن خود کرده است. از او با القابی چون «جیمی هندریکسِ تار» و «ملکهٔ تار ایران» در سراسر جهان یاد می‌شود. 

## حرفه و فعالیت‌ها
صهبا مطلبی فعالیت خود را در سال ۱۳۷۱ آغاز کرد. او دراین‌باره در مصاحبه با کیهان لندن گفت:
یک روز در سال ۱۳۷۱ استاد حسین علیزاده به فرهنگ‌خانه ساری آمد تا ضمن بررسی وضعیت موسیقی در شمال ایران، آموزش تار و سه تار در شهر ساری را از نزدیک ارزیابی کند.

من هم در آنجا بودم، یک قطعه را آماده کرده و نواختم، استاد علیزاده وقتی وضعیت همه بچه‌های فرهنگ‌خانه را از نزدیک بررسی کرد به معلم من گفت که استعداد فوق‌العاده‌ای در صهبا دیده می‌شود و حیف است که در ساری بماند. با وجود اینکه زیر نظر اساتید خوبی آموزش دیده بودم ایشان به معلم من گفتند باید صهبا در هنرستان موسیقی در تهران آموزش ببیند.— کیهان لندن
او سابقهٔ همکاری با هنرمندانی چون حسین علیزاده، کیهان کلهر، و محمدرضا شجریان در ارکستر ملی به رهبری فرهاد فخرالدینی، به‌عنوان نوازندهٔ تک‌نواز و هم‌نواز را دارد. همچنین در صحنه‌های معتبر بین‌المللی همچون هالیوود بول، کارنگی هال، دیزنی هال، لینکلن سنتر، سیمفونی اسپیس، کندی سنتر، موزهٔ متروپولیتن، و دانشگاه‌های برجسته‌ای چون برکلی و UCLA به اجرا پرداخته و با هنرمندانی چون یویو ما، رحیم الحج و آرتور آفرل همکاری داشته است. روزنامهٔ نیویورک دیلی نیوز دربارهٔ او نوشته است: «او یکی از نفس‌گیرترین نوازندگان جهان است.» صهبا نه‌تنها نوازنده‌ای برجسته، بلکه معلمی پرشور و متعهد است. او نخستین هنرمند ایرانی‌ است که از سال ۲۰۱۱ آموزش موسیقی ایرانی را به‌صورت آنلاین آغاز کرد و از آن زمان تاکنون، بیش از هزار ویدیوی آموزشی رایگان در کانال یوتیوب خود با نام SahbaMusic منتشر کرده است. او هزاران هنرجو را در سراسر جهان در نواختن تار، سه‌تار، و درک موسیقی کلاسیک ایرانی یاری داده است. روش نوآورانهٔ آموزشی او نقشی کلیدی در تداوم و گسترش این هنر کهن داشته و نسل‌های گوناگونی از موسیقی‌دانان را پرورش داده است. در سال ۲۰۱۴، نام او در فهرست ۱۸ زن تأثیرگذار در عرصهٔ فرهنگ و هنر ثبت شد. از جمله آثار او می‌توان به تألیف چندین کتاب آموزشی برای ساز تار، تصنیف‌ها و مجموعه‌ای از آثار ارکسترال، و نیز انتشار هشت آلبوم موسیقی اشاره کرد. اما موسیقی صهبا تنها اجرا نیست؛ موسیقی او پلی‌ است میان زمین و آسمان، آیینی برای شفا و بیداری روح. او با پیوندی ژرف با صدا، نه‌تنها زیبایی صوتی، بلکه انرژی‌ای متعالی و درمانگر را منتقل می‌کند. اجراهایش اغلب از سوی مخاطبان به‌عنوان تجربه‌ای عرفانی توصیف می‌شود. برای او، موسیقی ابزاری مقدس برای دگرگونی، بیداری، و پیوند میان انسان‌هاست.

## جایزهٔ گرمی
صهبا مطلبی، در سال ۲۰۲۳ به‌همراه گروه «الجا» برندهٔ «جایزه بهترین آلبوم موسیقی جاز لاتین» شصت و پنجمین دورهٔ گرمی شد. او جایزهٔ خود را به به مردم و زنان ایران تقدیم کرد. او پیش از این نامزدی خود را به مادران داغدار ایران تقدیم کرده‌بود.